# Хатырка (река)
Хаты́рка — река на Дальнем Востоке России, протекает по территории Анадырского района Чукотского автономного округа. Вдоль реки проходит административная граница с Камчатским краем.
Длина реки составляет 367 км, площадь водосборного бассейна — 13400 км². По площади бассейна Хатырка занимает 8-е место среди рек Чукотки и 74-е — в России.
Название в переводе с чук. Ватыркан — «сухое, истощённое место». Первое описание реки оставили русские купцы Бахов и Новиков, остановившихся в устье Хатырки в 1748 году.
Берёт исток на северных склонах безымянной горы (1050 м) Корякского нагорья, в верховьях и средней части протекает в ущелье, в низовьях выходит на сильно заболоченную равнину, где русло разбиваясь на рукава, впадает в Берингово море.
Устье реки и находящийся здесь посреди течения остров Большой отделены от моря косой Прямая.
На весенне-летний период приходится до 90 % годового водного стока. С января по апрель река местами может перемерзать.
Притоки (от истока): Удачный, протока к озеру Гольцовое, Коянга, Привидений, Майский, Ночной, Майгиэитхынваам, Базальтовый, Снежный, Эркыпкан, Ветвистый, Кольцевой, Пойменный, Вычнайваам, Койвэлвыэгытгын, Элерхытхыпыльхын (оз. Элергытгын), Пойхыпелянваам, Тааляварэн, Гачинекэн, Лучистый, Маракаваам, Скрытая, Широкий, Варапелин, Пологий, Долинный, Эльгытавраваям, Рытгыльвеем, Иомраутваам, Этченмувеем, Эткувивеем, Ылкаквыкаргынваам, Илынейвеем, Реляваам, Звонкая, Четкинваам, Гравийная, Инечвеем, Ольховая, Эльгинмываям, Итунейвеем, Куйым.
В устье реки расположено национальное село Хатырка.
В 1965-66 гг. в бассейне Хатырки были проведены комплексные геолого-гидрологические работы, по результатам которых были определены перспективы нефтегазосности района.
В бассейне реки обнаружен хатыркит — уникальный минерал внеземного происхождения.
На реке Хатырка ведётся промышленный вылов лососёвых с установленной годовой квотой в 190 т (2003 год), а также корюшки (30 т, 2010 год).